# Anthony Ramos
Anthony Ramos Martinez, né le 1er novembre 1991 à New York, États-Unis, est un acteur et chanteur américain, d'origine portoricaine.

## Biographie
Anthony Ramos est né le 1er novembre 1991 à New York, États-Unis.

## Carrière
En 2015, il participe à la comédie musicale Hamilton, remportant le Grammy Award du meilleur album de comédie musicale. En 2020, il retrouve ce rôle pour l'adaptation cinématographique.
Il débute au cinéma en 2016 dans le film White Girl. L'année suivante, il rejoint la distribution de la série Netflix, Nola Darling n'en fait qu'à sa tête.
En 2018, il est présent dans A Star Is Born et en 2019 dans Godzilla 2 : Roi des monstres.
En 2021, il joue aux côtés d'Uzo Aduba dans En analyse.
En 2024, il joue dans le film catastrophe Twisters de Lee Isaac Chung et dans Distant réalisé par Josh Gordon et Will Speck.

## Théâtre
Sauf indication contraire ou complémentaire, les informations mentionnées dans cette section proviennent de la base de données IBDb.
- 2014 : 21 Chump Street (en)/ Justin Laboy
- 2015 - 2016 : Hamilton : John Laurens / Philip Hamilton

## Filmographie

### Cinéma

#### Longs métrages
- 2016 : White Girl d'Elizabeth Wood : Kilo
- 2017 : Patti Cake$ de Geremy Jasper : Swisha
- 2018 : A Star Is Born de Bradley Cooper : Ramon
- 2018 : Monsters and Men de Reinaldo Marcus Green : Manny
- 2018 : Summertime d'Edward Burns : Frankie Espinoza
- 2019 : Godzilla 2 : Roi des monstres (Godzilla: King of the Monsters) de Michael Dougherty : Caporal Martinez
- 2020 : Les Trolls 2 : Tournée mondiale (Trolls World Tour) de Walt Dohrn : Le Roi Trollex (voix)
- 2020 : Hamilton de Thomas Kail : John Laurens / Philip Hamilton
- 2020 : The Good Criminal (Honest Thief) de Mark Williams : Ramon Hall
- 2021 : D'où l'on vient (In The Heights) de Jon Chu : Usnavi De La Vega
- 2022 : Les Bad Guys (The Bad Guys) de Pierre Perifel : Piranha (voix)
- 2023 : Transformers: Rise of the Beasts de Steven Caple Jr. : Noah Diaz
- 2023 : Dumb Money de Craig Gillespie : Marcus Barcia
- 2024 : Twisters de Lee Isaac Chung : Javi
- 2024 : Long Distance (Distant) de Josh Gordon et Will Speck : Andy
- 2025 : Les Bad Guys 2 (The Bad Guys 2) de Pierre Perifel : Piranha (voix)
- 2025 : A House of Dynamite de Kathryn Bigelow

#### Court métrage
- 2016 : 10 Crosby de Benjamin Dickinson, Albert Moya, Celia Rowlson-Hall et Andrew Zuchero : Le jeune portier

### Télévision

#### Séries télévisées
- 2015 : Younger : Julio
- 2016 : New York, unité spéciale (Law and Order: Special Victims Unit) : Juan Flores
- 2017 - 2018 : Will et Grace : Tony
- 2017 - 2019 : Nola Darling n'en fait qu'à sa tête (She's Gotta Have It) : Mars Blackmoon
- 2019 : Elena d'Avalor (Elena of Avalor) : Tito (voix)
- 2021 : En Analyse (In Treatment) : Eladio
- 2021 : Blindspotting (en) : Yorkie
- 2025 : Ironheart : Parker Robbins/Hood

## Discographie

### Single
- 2020 : Stop

## Distinctions
Sauf indication contraire ou complémentaire, les informations mentionnées dans cette section proviennent de la base de données IMDb.

### Récompenses
- Grammy Awards 2016 : meilleur album de comédie musicale pour Hamilton
- Imagen Awards 2019 : meilleur acteur pour Monsters and Men

### Nominations
- Black Reel Awards for Television 2019 : meilleur acteur dans un second rôle dans une série télévisée comique pour Nola Darling n'en fait qu'à sa tête
- Gold Derby Awards 2019 : meilleure distribution pour A Star Is Born[7]
- Screen Actors Guild Awards 2019 : meilleure distribution pour A Star Is Born[7]
- Primetime Emmy Awards 2021 : meilleur acteur dans une mini-série ou un téléfilm pour Hamilton[8]
- Golden Globes 2022 : meilleur acteur dans un film musical ou une comédie pour D'où l'on vient